# Ликиск (военачальник)
Ликиск (др.-греч. Λυκίσκος; IV век до н. э.) — военачальник на службе у правителя Македонии Кассандра.

## Биография
В 316 году до н. э. эпироты лишили своего царя Эакида трона и подвергли изгнанию, что, по словам Диодора Сицилийского, произошло впервые в истории страны: «с момента, когда Неоптолем, сын Ахилла, стал царем страны, сыновья всегда получали власть от своих отцов и умирали на троне до этого времени». Это произошло из-за влияния Кассандра, так как Эакид пытался оказать помощь своей двоюродной сестре Олимпиаде в борьбе за македонский престол. Сын Антипатра Кассандр направил Ликиска в качестве регента и стратега в Эпир.
Ликиск недолго оставался в Эпире, так как в 314 году до н. э. он возглавил войско, оставленное Кассандром в Акарнании для борьбы с этолийцами, поддерживавшими Антигона I Одноглазого.
В 312 году до н. э. Ликиск был снова направлен в Эпир из Акарнании для борьбы с недавно вступившим на престол Алкетом II, враждебно относившимся к Кассандру. Ликиск рассчитывал на то, что легко справится с Алкетом, «пока дела царства все еще находятся в беспорядке». Однако Алкет, пока войско Ликиска находилось у Кассопы, отправил своих сыновей Александра и Тевкра для набора солдат. Но пока происходило ожидание пополнения, воины Алкета, испугавшись своей малочисленности, перешли на сторону Ликиска, а сам царь укрылся в городе Эвримены. Во время этой осады подошёл сын Алкета Александр с набранным пополнением, и произошло ожесточенное сражение, окончившееся поражением Ликиска. Однако после прихода к македонянам свежих подкреплений Дения эпироты во время новой битвы были разбиты. Алкет с сыновьями оказались вынужденными бежать, а Эвримены были взяты штурмом и разграблены. Кассандр, зная о поражении Ликиска, но не обладая еще сведениями о его победе, поспешил в Эпир. Здесь, узнав обо всем произошедшем, он принял предложение Алкета о заключении дружбы и союза. После описываемых событий имя Ликиска более нигде не встречается.
В. Хеккель отмечал, что имя Ликиска нигде не встречается при описании походов Александра Македонского. По мнению историка, это свидетельствует о том, что военачальник в это время находился при дворе наместника Македонии на время отсутствия царя Антипатра. Возможно он участвовал в войнах, которые вели македоняне под командованием Антипатра — противостоянии со спартанским царём Агисом III, Ламийской войне и последующей войне с этолийцами.